# Laelia fasciata
Laelia fasciata är en fjärilsart som beskrevs av Moore 1883. Laelia fasciata ingår i släktet Laelia och familjen tofsspinnare. Inga underarter finns listade i Catalogue of Life.